# Hounds of Love (노래)
〈Hounds of Love〉는 1986년 2월 17일 EMI 레코드를 통해 발매된 잉글랜드의 싱어송라이터 케이트 부시의 노래이다. 1985년 발매된 부시의 다섯 번째 정규 음반 《Hounds of Love》의 세 번째 싱글로 발매되었다. 영국 싱글 차트에서 18위를 기록했다. 영국의 포스트펑크 밴드 퓨처헤즈가 2005년 리메이크하여 부시의 원곡보다 더 높은 8위를 기록하였다.

## 배경
노래는 사랑에 빠지는 것을 두려워 하는 감정을 노래하고 있으며, 감정은 사냥개들에게 쫓기는 것에 비유되고 있다.
노래의 도입부에 들리는 "it's in the trees, it's coming!"이라는 가사는 1957년 개봉한 공포 영화 《악령의 밤》의 대사에서 따 왔다. 2004년 Q는 가장 위대한 영국의 노래 50곡 중 〈Hounds of Love〉를 21위로 선정했다.

## 뮤직 비디오
부시가 스스로 감독한 뮤직 비디오가 만들어졌다. 앨프리드 히치콕의 스릴러 영화 39 계단의 영감을 받았으며, 히치콕과 비슷하게 생긴 사람이 비디오에 등장한다.

## 트랙 리스트
| #  | 제목                       | 재생 시간 |
| -- | -------------------------- | --------- |
| 1. | 〈Hounds of Love〉         | 3:05      |
| 2. | 〈The Handsome Cabin Boy〉 | 3:10      |

| #  | 제목               | 재생 시간 |
| -- | ------------------ | --------- |
| 1. | 〈Hounds of Love〉 | 3:01      |
| 2. | 〈Burning Bridge〉 | 4:38      |

| #  | 제목                           | 재생 시간 |
| -- | ------------------------------ | --------- |
| 1. | 〈Alternative Hounds of Love〉 | 3:44      |
| 2. | 〈Jig of Life〉                | 4:06      |
| 3. | 〈The Handsome Cabin Boy〉     | 3:10      |

| #  | 제목                           | 재생 시간 |
| -- | ------------------------------ | --------- |
| 1. | 〈Alternative Hounds of Love〉 | 3:44      |
| 2. | 〈Burning Bridge〉             | 4:38      |
| 3. | 〈My Lagan Love〉              | 2:31      |

## 참여진
- 케이트 부시 – 보컬, 페어라이트 CMI, 야마하 CS-80
- 스튜어트 엘리엇 – 드럼
- 찰리 모건 – 드럼
- 조나단 윌리엄스 – 첼로

## 차트
| 차트 (1986)                 | 최고 순위 |
| --------------------------- | --------- |
| 캐나다 싱글 (RPM)           | 84        |
| 유럽 (유러피언 핫 100 싱글) | 63        |
| 독일 싱글 차트              | 68        |
| 아이리시 싱글 차트          | 12        |
| 영국 싱글 차트              | 18        |

| 차트 (2022)   | 최고 순위 |
| ------------- | --------- |
| 영국 다운로드 | 71        |
| 영국 세일즈   | 72        |

## 인증
| 국가                               | 인증 | 판매량/출하량 |
| ---------------------------------- | ---- | ------------- |
| 영국 (BPI)                         | 실버 | 200,000       |
| 판매량+스트리밍을 기반으로 한 인증 |      |               |